# Through the Fire and Flames
"Through the Fire and Flames" är den mest framgångsrika singeln från power metal-bandet DragonForce. Sången var det första spåret på deras tredje album, Inhuman Rampage, och har ett snabbt tvillinggitarrsolo med Herman Li och Sam Totman.
Sången toppade på 86:e platsen på Billboard Hot 100 och 61:a platsen på Canadian Hot 100. Sången har också kommit med på två samlingsalbum och den är även en av sångerna som är tillgängliga för spelet Guitar Hero III: Legends of Rock, och är även en populär sång bland Audiosurf-spelare.

## Inspelning
Gitarristen Herman Li spräckte en av strängarna på sin gitarr under inspelningen av sången. Trots detta så bestämde bandet att de skulle behålla inspelningen och lämnade det därför kvar på den slutliga albumversionen. Albumversionen spelades in i sektioner och sattes sedan samman till den slutliga sången.

### Musikvideo
Låten användes i DragonForces första musikvideo. Låten kortades ned till fyra minuter och 59 sekunder i musikvideon. Videon visar bandet spelande på en mörk scen.
Under gitarrsolona fokuserar kameran på Herman Li och Sam Totman, med en infälld bild på den gitarrist som för tillfället spelar. Under Herman Lis solon står Sam Totman på hans vänstra sida och dricker. I början av solot spelar Herman ett Pac-Man-ljud, vilket han avslutar med att lyfta gitarren i svajarmen.
Alla bandmedlemmar visas i videon. Videon avslutas med en utzoomning av bandet.
Musikvideon har cirkulerat på Youtube och andra musikvideokanaler, inklusive MTV2, och visades på videoskärmar under bandets framträdande på Ozzfest 2006.

## Samlingsalbum
Sången finns med på två samlingsalbum. Den kortare versionen av sången - som är felaktigt döpt till "Through the Fire and the Flames" - finns på MTV2 Headbanger's Ball: The Revenge, som släpptes den 11 april, 2006. Den fulla version finns med på Salvation, Vol. 1, som släpptes den 23 oktober, 2007.

## Spelframträdande

### Guitar Hero III: Legends of Rock
"Through the Fire and Flames" är ett spelbart bonusspår till spelet Guitar Hero III: Legends of Rock. Sången blir tillgänglig och spelas automatiskt under erkännandena (credits) sedan spelet har klarats av, oavsett vilken svårighetsnivå som har spelats. Flera recensioner har listat sången som den svåraste i Guitar Hero serien, vilket har bekräftats av Guinness Rekordbok. I en marknadsföringsvideo för Guitar Hero III: Legends of Rock, ses Herman Li spela spelets version av låten på svåraste nivån, men klarade endast två procent av låten innan han misslyckades. När man spelar låten på expertnivå (vilket är den högsta nivån i spelet), visar laddningsskärmen för Wii och PlayStation 2-versionerna av spelet meddelandet "Good Luck." ("Lycka till."), medan expertnivån på Xbox 360 visar "The Inhuman achievement" ("Den omänskliga bedriften"), vilket är en nick åt albumet. Världsrekordhållaren i GH Danny Johnson tog rekordet på Through the Fire and Flames med 99% av noterna, detta dock för att en knapp på gitarren gick sönder under rekordförsöket.
Till 2010 års upplaga av Guinnes World Records Gamer's Edition (en) klarade han dock av låten med 100% av noterna, allt i ett enda kombo. När han hade klarat låten hade han bara en sak att säga innan han blev gratulerad:
"Den blåa knappen höll den här gången."

Försäljning av DragonForce cd-skivor ökade under en vecka med 126% sedan "Through the Fire and Flames" lagts till i Guitar Hero III: Legends of Rock. Försäljningen av digitalt nedladdade versioner av sången, vilka noterats av Nielsen SoundScan, ökade från 2 000 per vecka till 10 000 per vecka nästan direkt efter att spelet gavs ut, och nådde nästan 40 000 per vecka i slutet av 2007.

### Audiosurf
Sedan pussel/rytm-spelet Audiosurf släpptes den 15 februari 2008, blev "Through the Fire and Flames" listad som en av spelets mest populära sånger. Under februari och mars 2008 blev låten listad i topp fem "Populäraste sångerna" på spelets officiella webbplats.
En recension har hänfört populariteten av låten i Audiosurf till införandet i Guitar Hero III.